# Serica adspersa
Serica adspersa är en skalbaggsart som beskrevs av Frey 1972. Serica adspersa ingår i släktet Serica och familjen Melolonthidae. Inga underarter finns listade i Catalogue of Life.